# Квинт Петроний Дидий Север
Квинт Петроний Дидий Север (на латински: Quintus Petronius Didius Severus; * 133; † 193) e римски политик от 2 век.

## Произход
Север произлиза от плебейската фамилия Дидии от Медиоланум (Милано). Майка му е Дидия Юкунда. Баща му Квинт Петроний Север, брат на Петрония Вара, е генерал.

## Фамилия
Север се жени за Емилия Клара от Африка и има с нея три деца:
- Марк Дидий Север Юлиан, познат като Дидий Юлиан, римски император през 193 г.
- Дидий Прокул
- Дидий Нумий Албин